# Cypress-Medicine Hat
Circonscription électorale provinciale du Canada
Cypress-Medicine Hat (auparavant Cypress et Cypress-Redcliffe) est une circonscription électorale provinciale de l'Alberta (Canada), située dans le sud-est de la province. Elle entoure la ville de Medicine Hat. 
La circonscription était le siège de l'ancien premier ministre de l'Alberta Harry Strom. Son député actuel est Drew Barnes du Parti Wildrose.

## Liste des députés
| Années               | Années          | Député          | Parti politique           |
| Cypress              | Cypress         | Cypress         | Cypress                   |
| -------------------- | --------------- | --------------- | ------------------------- |
|                      | 1921 - 1926     | Perren Baker    | United Farmers            |
|                      | 1926 - 1930     | Perren Baker    | United Farmers            |
|                      | 1930 - 1935     | August Flamme   | Créditiste                |
|                      | 1935 - 1940     | Fay Jackson     | Indépendant               |
|                      | 1940 - 1944     | Edith Thurston  | Créditiste                |
|                      | 1944 - 1948     | Edith Thurston  | Créditiste                |
|                      | 1948 - 1952     | James Underdahl | Créditiste                |
|                      | 1952 - 1955     | James Underdahl | Créditiste                |
|                      | 1955 - 1959     | Harry Strom     | Créditiste                |
|                      | 1959 - 1963     | Harry Strom     | Créditiste                |
|                      | 1963 - 1967     | Harry Strom     | Créditiste                |
|                      | 1967 - 1971     | Harry Strom     | Créditiste                |
|                      | 1971 - 1975     | Harry Strom     | Créditiste                |
|                      | 1975 - 1979     | Alan Hyland     | Progressiste-conservateur |
|                      | 1979 - 1982     | Alan Hyland     | Progressiste-conservateur |
|                      | 1982 - 1986     | Alan Hyland     | Progressiste-conservateur |
| Cypress-Redcliffe    |                 |                 |                           |
|                      | 1986 - 1989     | Alan Hyland     | Progressiste-conservateur |
|                      | 1989 - 1993     | Alan Hyland     | Progressiste-conservateur |
| Cypress-Medicine Hat |                 |                 |                           |
|                      | 1993 - 1997     | Lorne Taylor    | Progressiste-conservateur |
|                      | 1997 - 2001     | Lorne Taylor    | Progressiste-conservateur |
|                      | 2001 - 2004     | Lorne Taylor    | Progressiste-conservateur |
|                      | 2004 - 2008     | Leonard Mitzel  | Progressiste-conservateur |
|                      | 2008 - 2012     | Leonard Mitzel  | Progressiste-conservateur |
|                      | 2012 - 2015     | Drew Barnes     | Wildrose                  |
|                      | 2015 - (actuel) | Drew Barnes     | Wildrose                  |